# Leptodiaptomus signicauda
Leptodiaptomus signicauda är en kräftdjursart som först beskrevs av Lilljeborg in Guerne och Richard 1889.  Leptodiaptomus signicauda ingår i släktet Leptodiaptomus och familjen Diaptomidae. Inga underarter finns listade i Catalogue of Life.